# تود ليفينغستون
تود ليفينغستون (بالإنجليزية: Todd Livingston)‏ هو مخرج أمريكي، ولد في 1950.

## وصلات خارجية
- تود ليفينغستون على موقع IMDb (الإنجليزية)
- تود ليفينغستون على موقع أول موفي (الإنجليزية)
- تود ليفينغستون على موقع قاعدة بيانات الفيلم (الإنجليزية)
- تود ليفينغستون على موقع كينوبويسك (الروسية)